# Оглеторп (Джорджія)
Оглеторп (англ. Oglethorpe) — місто (англ. city) в США, в окрузі Мейкон штату Джорджія. Населення — 995 осіб (2020).

## Географія
Оглеторп розташований за координатами 32°17′35″ пн. ш. 84°3′46″ зх. д. / 32.29306° пн. ш. 84.06278° зх. д. (32.293176, -84.062807).  За даними Бюро перепису населення США в 2010 році місто мало площу 5,29 км², з яких 5,16 км² — суходіл та 0,12 км² — водойми.

## Демографія
Згідно з переписом 2010 року, у місті мешкало 1328 осіб у 564 домогосподарствах у складі 345 родин. Густота населення становила 251 особа/км².  Було 689 помешкань (130/км²).
Расовий склад населення:
| - 67,3 % — чорних або афроамериканців - 29,1 % — білих - 1,0 % — азіатів - 0,2 % — вихідців з тихоокеанських островів - 0,1 % — корінних американців - 1,7 % — осіб інших рас |

До двох чи більше рас належало 0,7 %. Частка іспаномовних становила 3,2 % від усіх жителів.
За віковим діапазоном населення розподілялося таким чином: 21,9 % — особи молодші 18 років, 62,9 % — особи у віці 18—64 років, 15,2 % — особи у віці 65 років та старші. Медіана віку мешканця становила 42,2 року. На 100 осіб жіночої статі у місті припадало 89,2 чоловіків;  на 100 жінок у віці від 18 років та старших — 85,8 чоловіків також старших 18 років.
Середній дохід на одне домашнє господарство  становив 28 616 доларів США (медіана — 15 592), а середній дохід на одну сім'ю — 37 823 долари (медіана — 28 469). За межею бідності перебувало 39,2 % осіб, у тому числі 49,5 % дітей у віці до 18 років та 14,2 % осіб у віці 65 років та старших.
Цивільне працевлаштоване населення становило 498 осіб. Основні галузі зайнятості: виробництво — 26,5 %, освіта, охорона здоров'я та соціальна допомога — 22,9 %, публічна адміністрація — 22,1 %.